# Frédéric Jaeger
Frédéric Jaeger (* 1984 in Starnberg) ist ein ehemaliger deutscher Filmkritiker und Kurator und heutiger Filmemacher. Er war von 2013 bis 2023 geschäftsführender Vorstand des Verbandes der deutschen Filmkritik. Von 2015 bis 2020 war er Künstlerischer Leiter der Woche der Kritik. Von 2020 bis 2023 hat er die Programmorganisation beim Internationalen Filmfestival Mannheim-Heidelberg geleitet.

## Leben
Frédéric Jaeger wurde 1984 in Starnberg geboren und studierte Filmwissenschaft und Philosophie an der Freien Universität Berlin.
Als Filmkritiker war er unter anderem für den Spiegel, die taz, Der Freitag und die Berliner Zeitung tätig und war Chefredakteur des Online-Magazins critic.de. Schwerpunkte in seiner Arbeit sind französische Filme und die Vermittlung von Kino und Kritik an Jugendliche. Seit 2005 betreute er regelmäßig medienpädagogische Projekte, etwa für die Semaine de la Critique der Filmfestspiele in Cannes, wo er von 2005 bis 2011 den Workshop „Ganz Junge Kritik“ leitete. Von 2013 bis 2023 war Jaeger geschäftsführender Vorstand des Verbandes der deutschen Filmkritik (VDFK) und war in dieser Funktion der deutsche Vertreter der FIPRESCI. Von 2015 bis 2020 war er Künstlerischer Leiter der Woche der Kritik in Berlin.
Neben seiner filmpublizistischen Tätigkeit war Jaeger 2015 und 2016 Wissenschaftlicher Mitarbeiter der Bundestagsabgeordneten Tabea Rößner im Bereich Filmpolitik.
Jaeger ist zudem als Filmproduzent, Drehbuchautor, Editor und Regisseur aktiv. Von 2018 bis 2023 studierte er an der Universität der Künste in der Fachklasse Narrativer Film bei Prof. Thomas Arslan. Sein Kurzfilm Aufklärung für Hönow wurde im Januar 2020 beim Filmfestival Max Ophüls Preis vorgestellt. Ununterbrochen reden, ebenfalls ein Kurzfilm, feierte im Oktober 2021 bei den Hofer Filmtagen seine Premiere. Im Januar 2022 zeigte er  beim Filmfestival Max Ophüls Preis Nicht nur Körper. Bereits im Jahr 2013 gründete Jaeger die Filmproduktionsfirma Empirik. Sein Kurzfilm Endlich wieder möglich, eine Fortsetzung von Ununterbrochen reden, wurde 2024 in den Wettbewerb vom Norwegian Short Film Festival eingeladen. Der Langspielfilm All We Ever Wanted ist sein Abschlussfilm an der Universität der Künste. Der Film feierte beim Filmfest München in der Reihe Neues Deutsches Kino im Juli 2024 Premiere.

## Filmografie
- 2016: Nur der Fortschritt (Kurzfilm, Co-Regie, Schnitt, Produktion)
- 2020: Aufklärung für Hönow (Kurzfilm, Regie, Drehbuch, Schnitt und Produktion)
- 2021: Ein Raum für Männer (Co-Regie, Drehbuch, Schnitt und Produktion)
- 2021: Ununterbrochen reden (Kurzfilm, Regie, Drehbuch, Schnitt und Produktion)
- 2022: Nicht nur Körper (Kurzfilm, Regie, Drehbuch, Schnitt und Produktion)
- 2024: Endlich wieder möglich (Kurzfilm, Co-Regie, Drehbuch, Schnitt und Produktion)
- 2024: All We Ever Wanted (Langspielfilm, Regie, Drehbuch und Produktion)

## Werke
- Frédéric Jaeger: Neue kritische Praxis für neue Medien. In: Matthias Leitner, Sebastian Sorg, Daniel Sponsel (Hrsg.): Der Dokumentarfilm ist tot – es lebe der Dokumentarfilm. Schüren Verlag, 2014. ISBN 978-3-89472-822-9